# Dehalococcoides
Bei der Gattung Dehalococcoides handelt es sich um die einzige Gruppe von Bakterien, die zur reduktiven Dehalogenierung von Chlorbenzolen, polychlorierten Dioxinen, polychlorierten Biphenylen und chlorierten Ethenen fähig sind. Einige Stämme sind isoliert (z. B. 195, CBDB1, FL2, BAV1, VC, GT, DCMB5). Stamm CBDB1 wurde aus dem anoxischen Sediment der Saale isoliert. Alle Dehalococcoides wurden unter dem gemeinsamen Namen Dehalococcoides mccartyi zusammengeführt . Während die meisten D. mccartyi für ihre Aktivität gegen giftige Chlorkohlenwasserstoffe wie Perchlorethen oder Trichlorethen, welche bis zum ungefährlichen Ethen umgesetzt werden können, bekannt ist, ist Stamm CBDB1 vor allem für die Umsetzung von halogenierten Aromaten wie die chlorierten Phenole, Benzole, Biphenyle (PCBs) und Dioxine (PCDDs) bekannt.

## Genomforschung
Die Genome einiger Stämme sind sequenziert und publiziert. Die Sequenzen gehören zu den kleinsten bislang bekannten Genomen freilebender Bakterien. Aus den Sequenzen lässt sich ableiten, dass beide Vertreter stark auf die reduktive Dechlorierung als Energiequelle spezialisiert sind. In Stamm CBDB1 wurden 32 vollständige Operons gefunden, die homolog zu reduktiven Dehalogenasen sind, in Stamm 195 18 dieser Gene. Dagegen sind im Genom keine Gene für Nitrat-, Sulfat- oder Fumaratreduktion vorhanden und auch Gene, die eine Zellwandsynthese kodieren könnten, fehlen.

## Biochemie
Eine genauere Kenntnis der biochemischen Aktivitäten der von Dehalococcoides kodierten Enzyme würde es erlauben, das Dehalogenierungspotenzial von Dehalococcoides-Populationen in kontaminierten Bereichen der Umwelt genau vorherzusagen und biotechnologisch zu nutzen.